# Margit
A Margit női név a görög eredetű latin Margareta név megmagyarosodott alakja, a jelentése: gyöngy. A köznév a görögben valószínűleg perzsa eredetű. Valószínűleg a babiloni mar galliti kifejezésre vezethető vissza,[forrás?] jelentése: a tenger leánya vagy a világosság gyermeke.[forrás?] A Margit név fejlődési sora: Margerita – Margerit –  Margrit – Margit.[forrás?]

## Rokon nevek
- Gréta:[1] a Margareta névnek több nyelvben meglévő beceneve.[3]
- Gréte:[1] a Gréta német alakváltozata.[3]
- Margarét:[1] a Margaréta újabb keletű rövidülése.[2]
- Margaréta:[1] a Margitnak a görög eredetihez és a latin formájához legközelebb álló magyar változata, de a magyar nyelvben inkább margitvirágot (Leucanthemum vulgare) jelent.[2]
- Margarita:[1] a Margit latin, olasz és spanyol formához közeli változata.[2]
- Manga:[1] bizonytalan eredetű, talán a Margit vagy a Mária önállósult beceneve. A régi magyar névadásban is előfordult, talán a latin eredetű Magna változataként.[4]
- Margita:[1] a Margit régi magyar alakváltozata.[2]
- Margitta:[1] a Margit régi magyar alakváltozata.[2]
- Margó:[1] a Margit régi magyar beceneve. Hasonlóan hangzik a Margit egyik francia változata, a Margot is.[2]
- Méta:[1] a Margit és a Matild német, angol és holland beceneve.[5]
- Metta:[1] a Margit és a Matild német beceneve.[6]
- Peggi:[1] a Margit angol megfelelőjének a beceneve.[7]
- Réta:[1] a Margaréta önállósult beceneve.[8]

Gitta, Metella, Rita

## Gyakorisága
A Margit a 20. század első felében volt a legnépszerűbb, az 1990-es években már ritka név, a Gréta gyakori, a Margaréta igen ritka, a Margarét, Margarita, Gréte, Manga, Margita, Margitta, Margó, Méta, Metta, Peggi és a Réta szórványos név, a 2000-es években nem szerepelnek a 100 leggyakoribb női név között, kivéve a Grétát, ami a 19-27. legnépszerűbb női név.

## Névnapok
| Margit, Margita, Margitta, Margó: - január 18. - január 19. - január 28. - február 22. - június 10. - június 20. - július 9. - július 20. - augusztus 26. - szeptember 2. - október 16. - október 17. - október 25. - november 16. - december 30. | Gréta, Gréte: - január 28. - február 22. Margarét, Margaréta, Margarita: - július 20. Méta, Metta: - március 14. Peggi: - június 10. Réta: - július 9. - október 25. |

## Idegen nyelvű változatai
- Margherita (olasz)
- Margarita (spanyol)
- Margaret (angol)
- Margarete (német)
- Małgorzata (lengyel)

## Híres névviselők
„Margit” utónevű személyek szócikkeinek listája a Wikidata alapján
| - Arn Gréta magyar–német teniszezőnő - Bangó Margit magyar énekesnő - Bara Margit magyar színésznő - Czakó Margit magyar textiltervező - Dajka Margit magyar színésznő - Danÿ Margit magyar Európa-bajnok vívó - Feischmidt Margit magyar kulturális antropológus - Greta Garbo svéd filmszínésznő - Gombaszögi Margit magyar színésznő - Gráber Margit magyar festőnő - Jurmann Gréta kézilabdázó - Kaffka Margit magyar írónő - Kiss Manyi (Kiss Margit) színésznő - Kisteleki Margit magyar festőnő, selyemfestő - Kovács Margit magyar keramikus - Lukács Margit magyar színésznő - Madarász Margit teniszező - Greta Schröder német színésznő - Techert Margit filozófus, egyetemi tanár, Magyary Zoltán felesége | - Árpád-házi Margit királyi hercegnő (vagy Mária bizánci császárné, III. Béla magyar király lánya, Angelosz Izsák bizánci császár felesége) - Árpád-házi Szent Margit, IV. Béla magyar király lánya - Skóciai Szent Margit magyar származású skót királyné, aki III. Malcolm feleségeként egész Skócia hitéletének felemelője és lányán, Skóciai Matild angol királynén keresztül az angol királynők ősanyja - I. Margit skót királynő - I. Margit dán királynő, Dánia, Norvégia és Svédország egyesítője, a kalmari unió alapító királynője - Luxemburgi Margit magyar királyné - I. Margit dán királynő, Norvégia királynéja, Svédország ifjabb királynéja, Dánia, Norvégia és Svédország régense - II. Margit dán királynő - Habsburg Margit, ausztriai főhercegnő, francia királyné, savoyai hercegné, címzetes ciprusi, jeruzsálemi és örmény királyné, Németalföld helytartója - Habsburg Margit parmai hercegné, Spanyol-Németalföld helytartója, V. Károly német-római császár törvénytelen leánya - Margit Terézia spanyol infánsnő, német-római császárné, magyar és cseh királyné - Prades Margit aragóniai királyné - Angoulême-i Margit navarrai királyné, francia írónő, I. Ferenc francia király nővére - Anjou Margit angol királyné - Piast Margit briegi hercegnő, Zsigmond magyar király jegyese - Durazzói Margit magyar királyné - Margit brit királyi hercegnő, Snowdon grófnéja, II. Erzsébet brit királynő húga |

### Híres Margarétek, Margaréták, Margariták, Margiták, Margitták, Mangák és Margók
- Margaret Anne Lauren Mitchell kanadai politikus
- Margaret Grace Denig amerikai színésznő
- Margaret Mead  amerikai kulturális antropológus, tudományának egyik meghatározó képviselője a tömegmédiában
- Margaret Mitchell amerikai írónő
- Szekér Margaréta válogatott labdarúgó
- Margaret Thatcher „Vaslady”, brit politikus, miniszterelnök, e tisztségben az első nő az Egyesült Királyságban
- Mata Hari, azaz Margaretha Zelle
- Árpád-házi Szent Margit pogány neve a Manga, zárdába kerüléséig[11]
- Bódi Margó cigány származású énekesnő